# Цветище
45°44′ пн. ш. 15°20′ сх. д. / 45.73° пн. ш. 15.33° сх. д.
Цветище (хорв. Cvetišće) — населений пункт у Хорватії, в Карловацькій жупанії у складі міста Озаль.

## Населення
Населення за даними перепису 2011 року становило 0 осіб.
Динаміка чисельності населення поселення: